# Antigonides
277 – 168 av. J.-C.
Entités précédentes :
- Antipatrides

Entités suivantes :
- Province romaine de Macédoine

Les Antigonides (en grec ancien Ἀντιγονίδαι / Antigonidai) sont une dynastie de l'époque hellénistique qui a régné sur la Macédoine de 277 à 168 av. J.-C. Les Antigonides ont donné six rois à la Macédoine mais son fondateur, Antigone le Borgne, n'a jamais régné sur la Macédoine. Abandonnant les grands desseins asiatiques des Diadoques, leur politique extérieure est centrée sur la Grèce continentale, la mer Égée et les Détroits hellespontiques. Ils rencontrent l'hostilité de certaines cités grecques, dont Athènes et Sparte, et de certaines ligues fédérales, dont la Ligue étolienne. Ils font face à la thalassocratie lagide en mer Égée ainsi qu'aux ambitions des Attalides et des Séleucides, notamment en Thrace. Ils luttent également contre les incursions des peuples « barbares », Celtes et Dardaniens principalement. Le souverain le plus ambitieux de la dynastie est Philippe V qui cherche à s'implanter en Illyrie et à établir des protectorats en Anatolie. Les Antigonides finissent par être éliminés en 168 av. J.-C. à l'issue des guerres de Macédoine contre la République romaine qui mène la lutte au nom de la « liberté des Grecs. » 
Sous les Antigonides, les institutions du royaume de Macédoine demeurent stables par rapport à celle mises en place par les Argéades, alors que l'économie connait une prospérité certaine et que les cités de Pella et de Thessalonique prennent leur essor.

## Histoire de la Macédoine antigonide

### Démétrios Poliorcète, éphémère roi de Macédoine
Le fondateur de la dynastie, Antigone le Borgne, « roi d'Asie » vers 305, n'a jamais régné sur la Macédoine. C'est son fils Démétrios Ier Poliorcète qui est le premier à devenir roi de Macédoine en 294 av. J.-C. ; mais c'est Antigone II Gonatas, fils de Démétrios, qui installe la dynastie sur le trône pour un siècle à partir de 277.
Par les accords de Babylone réglant la succession d'Alexandre le Grand mort en 323, Antipater conserve la régence de Macédoine au titre de stratège. À la mort d'Antipater en 319, lui succède Polyperchon, entraînant un long conflit avec Cassandre qui a été écarté du testament politique de son père. Cassandre finit par être proclamé roi vers 305, après avoir notamment fait exécuter Olympias et Alexandre IV, dernier des Argéades. La mort de Cassandre en 297 plonge la royauté dans une longue période d'instabilité politique. La royauté est en effet confiée à son fils aîné, Philippe IV, alors âgé de 18 ans. Ce dernier décède rapidement ; lui succèdent alors conjointement ses deux frères, Alexandre V et Antipater. Mais désireux de régner seul, ce dernier fait assassiner leur propre mère, Thessaloniké (fille de Philippe II) au prétexte qu'elle aurait favorisé Alexandre dans le partage. Celui-ci appelle alors à son secours Pyrrhos, le roi d'Épire, et Démétrios Poliorcète, fils d'Antigone. Pyrrhos rétablit promptement la situation au profit d'Alexandre et se fait céder d'importantes provinces frontalières. Aussi lorsque Démétrios apparaît, Alexandre cherche à s'en débarrasser. Démétrios anticipe le projet d'assassinat en faisant tuer Alexandre à Larissa en Thessalie en 294 et se fait proclamer roi à sa place. Quant à Antipater, il est finalement assassiné par Lysimaque, roi de Thrace, après sa victoire contre Démétrios en 288, date à laquelle la royauté passe aux mains de Pyrrhos. En 285, Lysimaque défait Pyrrhos et se fait proclamer roi.
Après la mort de Lysimaque à la bataille de Couroupédion en 281 face à Séleucos, lui succède brièvement Ptolémée Kéraunos, un fils répudié de Ptolémée, qui trouve la mort en bataillant contre les Galates durant leur Grande expédition en 279. Méléagre, le frère de Ptolémée Kéraunos, règne pendant deux mois avant d'être remplacé par Antipater II Étésias, un petit-fils d'Antipater. Mais le jugeant inapte à assumer la défense de la Macédoine face aux bandes celtes, Sosthène, proclamé stratège des Macédoniens, le dépose sans pour autant accepter le titre royal. Sosthène gouverne le pays avec fermeté de 279 à 277. Sa mort entraîne le réveil des ambitions royales de Ptolémée de Telmessos, fils de Lysimaque, et d'Antigone II Gonatas, fils de Démétrios Poliorcète, alors établi en Thrace. Ce dernier profite de son éclatante victoire contre les Galates à la bataille de Lysimacheia pour installer durablement la dynastie antigonide au pouvoir à partir de 277, l'éphémère lignée des Antipatrides prenant fin avec l'assassinat d'Antipater II.

### Antigone IIGonataset l’avènement des Antigonides

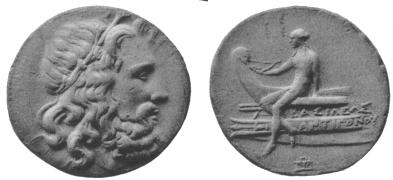
Monnaie à l'effigie d'Antigone II Gonatas.

Après sa retentissante victoire contre les Celtes à la bataille de Lysimacheia en 277 av. J.-C., Antigone II Gonatas tire un prestige suffisant pour s'imposer comme roi d'une Macédoine affaiblie par deux décennies de guerres civiles. Rejetant les politiques asiatiques aventureuses de ses prédécesseurs, il se consacre à redresser le royaume, désormais à l'écart des grands conflits. Symbole de son retour à la tradition, il ramène d'emblée la capitale royale à Pella de Cassandréia et Démétrias où elle a été successivement déplacée, hors du cœur historique du royaume. Afin de maintenir l'influence macédonienne en Grèce, Antigone maintient de fortes garnisons à travers la Grèce, qui soutiennent des gouvernements fantoches, occasionnant de lourdes dépenses financières qui pénalisent la reconstruction militaire de la Macédoine.
Le pouvoir d'Antigone est menacé une première fois par Pyrrhos, le roi d'Épire, rentré d'Italie en 275 ; mais celui-ci est tué en 272. La domination macédonienne sur la Grèce est toutefois rapidement menacée : un des chefs du parti antimacédonien à Athènes, Chrémonidès, manœuvre avec succès pour un rapprochement avec Sparte en 268. De nombreuses cités du Péloponnèse et de Crète rejoignent cette alliance soutenue par Ptolémée II, marquant le début de la guerre chrémonidéenne, dont les opérations ont lieu essentiellement autour de Corinthe, le point fort du dispositif macédonien tenu par Cratère, son demi-frère, et en Attique. Antigone assiège Athènes qui trouve un bref répit dans une diversion causée par l'attaque en Macédoine du roi d'Épire Alexandre II en 262. Antigone doit mener une campagne rapide pour le chasser de Macédoine et d'Épire, avant de revenir mettre le siège devant Athènes qui, affamée, capitule en 261.
La décennie suivante voit Antigone Gonatas mener une politique agressive dans les îles et se mêler aux conflits entre Séleucides et Lagides, en allié fidèle des premiers. Il remporte ainsi une victoire importante à Cos, vers 255, dans le contexte de la deuxième guerre syrienne. Vers 250, une flotte lagide défait néanmoins de façon décisive les Macédoniens et remet en cause leur influence dans les Cyclades jusqu'à une nouvelle victoire d'Antigone, au large d'Andros en 245.
La fin du règne d'Antigone Gonatas est marquée par la révolte du fils et successeur de Cratère (son demi-frère), Alexandre, et par l'ascension de la Ligue achéenne dans le Péloponnèse. Alexandre, d'abord confirmé dans son commandement de Corinthe, se rebelle en 249 et entraîne avec lui l'Eubée,. Cette sécession est de courte durée, car Alexandre meurt soudainement en 245, et sa veuve, Nicée, accepte la proposition d'Antigone d'épouser son fils Démétrios. À la faveur des préparatifs du mariage, Antigone s'empare de l'Acrocorinthe et restaure ainsi sa domination sur l'isthme et l'Eubée. Mais en 243, Aratos de Sicyone s'empare de Corinthe, entraînant la défection de la Mégaride du côté achéen. Antigone ne réagit pas à la perte de ce maillon essentiel et se contente de faire la paix avec la Ligue étolienne qu'il encourage à attaquer les Achéens. Lorsqu'il meurt en 239, après quarante ans de règne, la Macédoine n'a pas retrouvé ses positions en Grèce centrale et doit faire face aux deux confédérations puissantes d'Étolie et d'Achaïe.

### Démétrios II face aux ligues grecques
Démétrios II est associé au trône à la fin du règne de son père, Antigone II Gonatas. Il est déjà un homme mûr quand il accède au pouvoir. En 240 av. J.-C., dès le début de son règne, il doit lutter contre une coalition  des ligues étolienne et achéenne qui entrent en guerre contre la Macédoine. Dans le même temps il renforce ses relations avec l'Épire en épousant Phthia la fille d'Alexandre II. Il passe d'une stratégie défensive, forgée par son père, à une stratégie offensive avec pour ambition de reprendre le contrôle de Corinthe. À l'issue de la guerre démétriaque (239-235), il parvient à maintenir les positions macédoniennes face aux Étoliens et aux Achéens, même si ces derniers parviennent à s'étendre dans le Péloponnèse. Par ailleurs, la chute de la monarchie épirote encourage les Étoliens à attaquer l'Acarnanie qui appelle à l'aide Démétrios. Celui-ci demande alors aux Illyriens d'intervenir : les Illyriens chassent les Étoliens en 231 puis ravagent l'Élide et la Messénie ; au retour ils s'emparent de Phœnicè, tandis qu'une autre armée envahit l'Épire. Attaqués par ceux chargés de les aider, les Épirotes se tournent alors vers les Étoliens et les Achéens qui acceptent de leur porter secours. Les Illyriens doivent rappeler leur armée afin de faire face à une menace des Dardaniens. Les Illyriens obtiennent toutefois avant leur départ un nouveau revirement des Épirotes qui renoncent à l'alliance achéenne et étolienne. En 229, une nouvelle armée illyrienne ravage les cités de la côte épirote, défait une flotte achéenne et étolienne à Paxos et prend Corcyre où est placée une garnison illyrienne. Mais les Illyriens ont attiré l'attention du Sénat romain et la première guerre d'Illyrie se termine en 228 par leur défaite.
Les incursions des Dardaniens n'affectent pas seulement l'Illyrie. Le royaume de Macédoine subit, à la frontière de la Péonie, l'invasion surprise des Dardaniens, une tribu thraco-illyrienne. Les Macédoniens sont défaits et Démétrios trouve la mort au combat en 229, ouvrant une période d'incertitude. Son fils, le futur Philippe V, n'est en effet pas en âge de régner, et c'est son cousin, Antigone III Doson qui exerce la régence.

### AntigoneIIIDosonet la victoire contre Sparte
Cousin de Démétrios II, Antigone III Doson est d'abord désigné stratège et tuteur (épitropos) du jeune roi Philippe V qu'il adopte après avoir épousé sa mère, Chryséis. En 227 av. J.-C., il reçoit probablement le titre royal. Il met d'abord fin à la menace des Dardaniens, bien qu'il soit probable que la Péonie septentrionale reste sous leur domination. Il lance également une offensive en Carie dans le golfe de Iasos. Les motifs de cette expédition asiatique restent mal connus. Il s’agit sans doute de montrer la puissance maritime macédonienne dans les îles voire de contester l'influence des Lagides car Ptolémée III soutient encore à cette date la ligue achéenne. Il parvient à étendre son influence sur Priène et Samos et à prendre le contrôle de la Carie. Ces territoires cherchent probablement à se prémunir des ambitions d'Attale Ier de Pergame qui vient de battre le Séleucide Antiochos Hiérax. Pour autant la Carie n'a pas été pas l'objet d'une occupation ou d'une administration macédonienne permanentes.
Puis Antigone Doson restaure de façon magistrale l'hégémonie macédonienne dans le Péloponnèse, où il est appelé à la rescousse en 224 par les Achéens, ses anciens adversaires, qui s'inquiètent des réformes progressistes du roi de Sparte, Cléomène III. Antigone en profite pour restaurer la Ligue de Corinthe en regroupant dans une coalition la moitié de la Grèce. Cette confédération, dont il se proclame hégémon, regroupe le royaume de Macédoine, la ligue achéenne, l'Épire, la Phocide, la Béotie, l'Acarnanie, la Thessalie et l'Eubée. Il défait Cléomène à la bataille de Sellasia en 222 marquant la fin de la guerre de Cléomène. Il entre dans Sparte, qui n'a encore jamais été profanée par un ennemi victorieux. Célébré comme « Bienfaiteur des Grecs » après sa victoire contre Sparte, il meurt de maladie l'année suivante, après une victoire contre les Illyriens.

### Philippe V et l'expansion macédonienne

Le monde égéen en 192 av. J.-C.

Le règne de Philippe V est marqué par l'intervention de plus en plus marquée de Rome dans les affaires du monde hellénistique. Philippe V est un jeune monarque énergique, qui participe tout d'abord à une guerre entre les Étoliens et les Achéens, la guerre des Alliés, qui se termine en 217 av. J.-C.. En 215, il conclut une alliance avec Hannibal Barca, l'une des plus significatives de l'époque hellénistique, marquant la volonté de combattre un adversaire commun, Rome. Philippe cherche par exemple à occuper l'Illyrie en profitant des difficultés romaines durant la deuxième guerre punique. La première guerre macédonienne se solde par le partage de l'Illyrie entre Rome et la Macédoine en 205 à l'issue du traité de Phoenicé. Philippe V intervient ensuite dans la première guerre crétoise en menant des opérations de piraterie. À Ladè, au large de Milet, il remporte une victoire navale contre Rhodes. Il marche ensuite contre Pergame. La flotte macédonienne est vaincue par une coalition réunissant notamment Rhodes et Pergame à la bataille de Chios en 201, mettant fin aux ambitions thalassocratiques de Philippe V même s'il tient toujours les détroits hellespontiques. 
En 200, Philippe V se tourne contre Athènes afin de reprendre pied au Pirée perdu sous Antigone III Doson. Pergame et Rhodes viennent en aide aux Athéniens et déclarent la guerre à Philippe V. C'est dans ce contexte que le Sénat romain décide d’intervenir en lui adressant un premier ultimatum en 200. Les Romains enjoignent à Philippe de ne s'attaquer à aucun État grec tandis qui lui est fait grief des torts faits auparavant à Pergame. Rome se place désormais en protectrice de la Grèce contre Philippe qui devient l'agresseur. Les opérations de l’armée romaine commencent dès l'automne 200, marquant le début de la deuxième guerre macédonienne, alors que quasiment tous les États grecs s'allient à Rome. Après une première période de conflit indécise, durant laquelle Philippe V mène des opérations en Attique, en Thrace et sur les Détroits, l'armée macédonienne est vaincue à Cynoscéphales en 197. L'année suivante, Rome impose une paix drastique à Philippe V qui doit notamment renoncer à ses places fortes en Grèce et en Anatolie.

### Persée et la défaite face à Rome

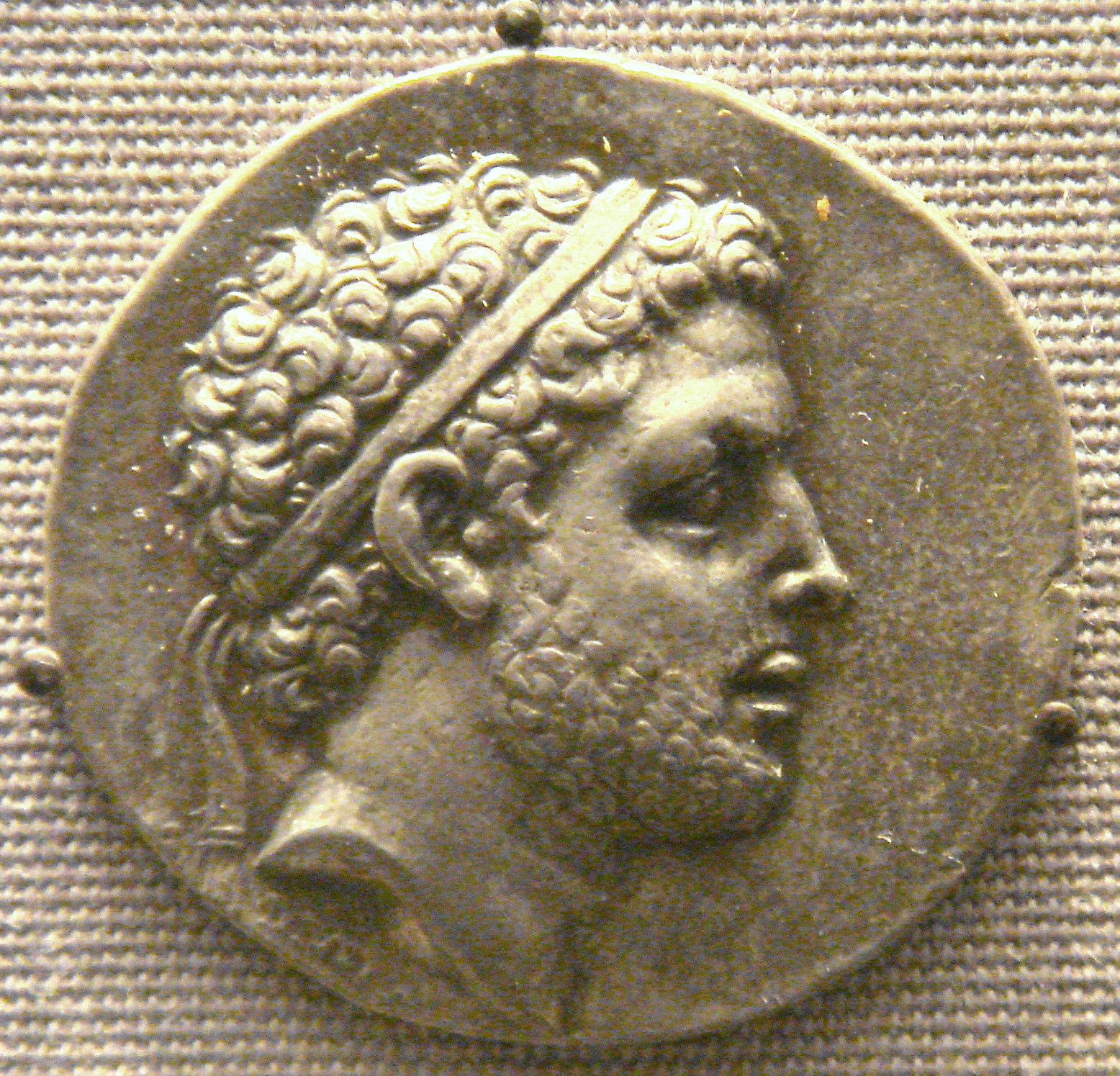
Monnaie à l'effigie de Persée.

Persée, fils de Philippe V, hérite en 179 av. J.-C. d'un royaume dont la cohésion a été renforcée après la défaite contre les Romains : l'armée est réorganisée, les finances reconstituées. Il demande immédiatement au Sénat d'être reconnu comme souverain légitime, son frère Démétrios proche des intérêts romains, ayant été éliminé, et de renouveler la paix de 196. Persée cherche à rétablir en Grèce l’hégémonie macédonienne alors qu'une crise économique et sociale frappe notamment la Thessalie et l'Étolie. Il utilise cette situation pour lutter contre le parti oligarchique, plutôt pro-romains, au profit d'un « prolétariat » endetté.
Face à l'essor du royaume de Pergame sous Eumène II, qui est sorti vainqueur de son conflit contre Prusias de Bithynie et Pharnace Ier du Pont, Persée se rapproche des Séleucides : vers 177 il épouse Laodicé V, une fille de Séleucos IV, tandis que sa sœur Apama épouse Prusias, Persée se rapproche également de Rhodes, inquiet de la nouvelle puissance pergamienne. Il envoie même une ambassade à Carthage. Cette politique d'alliance inquiète suffisamment le Sénat romain pour qu'il envoie en 174 une première ambassade en Grèce, mais elle revient sans avoir pu rencontrer Persée. En 173, une nouvelle ambassade arrive en Thessalie après que les Thessaliens se soient plaints des visées macédoniennes, contraignant Persée à réduire son influence sur ce pays. Dans le même temps, Persée conclut une alliance avec la Ligue béotienne.
La lutte contre Rome reprend activement à partir de 172, car Eumène II de Pergame, fidèle allié des Romains, se sent menacé. La troisième guerre de Macédoine débute en 171 après la déclaration de guerre des Romains. Persée reçoit le soutien de Cotys II, roi des Odryses. La première grande bataille se déroule en Thessalie près de Larissa au printemps 171 : Persée manque d'écraser les légions romaines à la bataille de Callinicos. Une partie des Épirotes, dont les Molosses, se rallient alors à Persée. La guerre se déplace ensuite en Illyrie dont le dynaste Genthios finit par rejoindre la cause de Persée. L'arrivée en 168 de Paul-Émile, un général expérimenté, change la donne. Après avoir débarqué à Delphes, il s'avance vers le Sud de la Macédoine où se déroule la bataille décisive : les phalanges macédoniennes sont écrasées à la bataille de Pydna. Persée finit par être capturé par Paul-Émile, qui l'emmène à Rome pour son triomphe. Le royaume est alors divisé en quatre républiques placées sous la tutelle de Rome.
La quatrième guerre macédonienne voit la défaite d'Andriscos, qui se proclame fils de Persée, à la seconde bataille de Pydna en 148. La Macédoine devient dès lors une province romaine, la Macédoine romaine. En 142 un autre aventurier, qui se fait appeler Philippe, suscite une nouvelle insurrection. Vaincu par le questeur Lucius Tremellius, Philippe est capturé et mis à mort.

## Institutions et administration de la Macédoine antigonide

### Organisation des pouvoirs

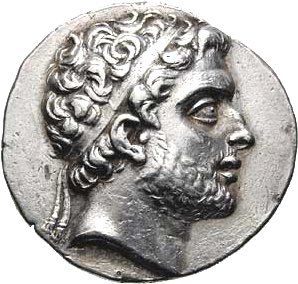
Monnaie à l'effigie de Philippe V.

Les Antigonides héritent des structures politiques mises en place par les Argéades. Le roi, ou basileus, des Macédoniens (et non de Macédoine du moins officiellement) détient l'autorité suprême au titre de chef de guerre, de grand-prêtre et de chef de l'administration. Il s'appuie sur un Conseil royal, le Synedrion de Macédoine, composé des Amis (philois) et des principaux généraux. Cette subsistance du Conseil est attestée par Tite-Live (qui reprend Polybe) lorsqu'il évoque le règlement des affaires macédoniennes par Paul Émile à Amphipolis en 167 av. J.-C.[réf. nécessaire]
Le pouvoir du roi est tempéré par l'Assemblée des Macédoniens, hypothétiquement détentrice de la souveraineté. Elle est composée de citoyens-soldats et dispose de compétences en matière de succession royale et de justice. C'est ainsi qu'Antigone II Gonatas est proclamé par l'Assemblée après sa victoire contre les Celtes en 277, ou qu'Antigone III Doson, alors régent, reçoit le titre royal en 227. La nomination des régents (épitropoi) et des grands administrateurs du royaume (épimeletai) suit la même procédure que l'acclamation des rois et réclame la tenue de l'Assemblée.
Contrairement aux monarchies lagide et séleucide, il n'existe pas de culte royal ou de déification des rois dans le cadre d'une idéologie d'État.

### Rôle desphiloi
Bien que les philoi (Amis) des rois antigonides soient moins connus que leurs homologues ptolémaïque et séleucide du fait d'un manque de source les concernant, ils n'en ont pas moins joué un rôle important dans la politique des rois. Les sources, parcellaires, nous fournissent le nom de plusieurs d'entre eux. On connaît sous Démétrios II un dénommé Autoklès ; pour ce qui est de Philippe V treize philoi l'ont servi dont : Alexandros, Appellès, Chrysogonos, Didas, Hérakleidès, Onomastos ou encore Philoklès ; enfin pour ce qui est du dernier des rois antigonides, Persée, on lui connait six philoi : Andronicos, Evandros, Hippias, Médon, Nikias et Pantauchos.
Les philoi tou basileos peuvent jouer un rôle important au sein de la monarchie antigonide :
- Ils peuvent servir en tant qu'émissaires comme c'est le cas d'Appellès et de Philokles qui sont envoyés en ambassade à Rome sous le règne de Philippe V, dont le fils Démétrios est otage à Rome.
- Ils peuvent servir en tant qu'officiers de haut rang. Ainsi, Alexandros dirige l'aile droite des Macédoniens à la bataille de Sellasia en 222 av. J.-C. puis il est nommé gouverneur militaire de la cité de Philippes ;
- Chrysogonos commande les troupes royales en Thessalie en 220 ; enfin Didas est désigné gouverneur de Péonie (c’est d'ailleurs lui qui est chargé de mettre à mort Démétrios le fils de Philippe V).

### Administration des territoires
Le royaume de Macédoine, dont l'administration a été remaniée par Philippe II, est un État national (les Macédoniens forment un corps civique) et un État territorial (les communautés locales, cités ou ethnos, sont autonomes). C'est un territoire relativement réduit et homogène qui intègre aussi des peuples conquis (Thraces, Péoniens, Illyriens, etc.). Le territoire est divisé en trois catégories :
- Le territoire « royal » : il est exploité au nom du roi ou concédé à des particuliers ;
- Le territoire « national » : il est placé sous l'autorité des communautés civiques ou des ethnè (« communautés ») comme en Haute-Macédoine (Élimée, Lyncestide, Orestide, etc.) ;
- Le territoire « allié » : il comprend des peuples soumis (Thraces, Péoniens, Illyriens, etc.) non-assimilés, il est placé sous la gouvernance de stratèges.

Le royaume est divisé en quatre districts ou mérides d'après le découpage effectué par Philippe II ; l'examen des sources numismatiques et épigraphiques montre qu'ils perdurent sous les Antigonides. On distingue les mérides d'Amphipolis, d'Amphaxitide (avec pour capitale Thessalonique), de Bottiée (avec pour capitale Pella) et de Haute-Macédoine (capitale inconnue). Ces districts servent de base territoriale pour le recrutement de l'armée. L'existence possible d'un monnayage propre à ces districts supposerait une autonomie financière (incarnés par des ateliers monétaires) et des institutions politiques particulières, mais ces dernières sont mal connues. On suppose que chaque méride dispose d'une assemblée rassemblant tous les Macédoniens de la région, et élit annuellement un stratège dont la fonction est de représenter l'assemblée et le pouvoir central.
En Basse-Macédoine (Bottiée, Piérie, Émathie), il existe de nombreuses cités dont les institutions sont comparables à celles du reste de la Grèce. L'urbanisation se poursuit dans la région sous les Antigonides. La Haute-Macédoine est quant à elle plus faiblement urbanisée ; les habitants sont regroupés en communautés villageoises (ou ethnè ). En Thrace, le territoire est divisé en associations de villages, les sympolities. Enfin la Thessalie, « vassalisée » sous le règne de Philippe II, conserve ses propres institutions.
Les cités disposent d'une autonomie et d'institutions propres, tout en restant fortement liées au pouvoir central à travers des règlements royaux ratifiés par un vote de chaque cité. Le représentant du roi est l’épistate ; celui-ci n'est pas un gouverneur mais un citoyen élu. Les cités disposent de revenus civiques propres importants. L'épigraphie témoigne à ce sujet de l'existence d'une administration spécialisée dirigée par des magistrats particuliers, les tamiai (« trésoriers »). La numismatique montre qu'à partir du règne de Philippe V, les cités de Pella, Amphipolis et Thessalonique peuvent frapper des monnaies de cuivre.

### Composition de l'armée

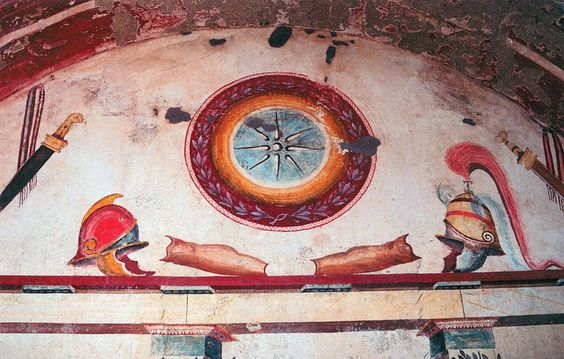
Fresque de l'époque hellénistique provenant d'une tombe à Imathie,

Sous les Antigonides l'armée macédonienne reste le socle de la royauté, les rois étant acclamés par l'Assemblée des Macédoniens « en armes » en temps de guerre. La force principale de cette « armée nationale » réside toujours dans la combinaison de la phalange de sarissophores et de la cavalerie lourde des Compagnons. Le recrutement s'effectue au niveau des mérides (districts) et des cités, de manière que chaque citoyen puisse y contribuer en fonction de ses revenus : les plus riches servent dans la cavalerie, les « classes moyennes » dans la phalange, les plus pauvres dans l'infanterie légère. Chaque foyer envoie le plus apte de ses hommes âgé de 15 à 50 ans, les autres sont incorporés dans des contingents de réservistes. L'entrainement des jeunes recrues s'effectuent dans des gymnases dont Philippe V en fait des institutions publiques et civiques. Il convient de noter que durant la troisième guerre macédonienne, Philippe V doit recruter par défaut des hommes trop jeunes ou trop âgés. Les Antigonides font aussi appel à des mercenaires, souvent illyriens, celtes ou thraces du royaume des Odryses, ces mercenaires barbares étant meilleur marché que les hoplites grecs.
L'armement et la tactique ne connaissent pas de grands bouleversements mais des adaptations sont tout de même à noter. D'abord l'équipement et le dispositif des phalangites (appelés chalkaspides « boucliers de bronze » comme chez les Séleucides) s'alourdissent. Les rangs de la phalange peuvent être dans certains cas doublés pour passer de 16 à 32, au détriment de la manœuvre, comme à la bataille de Pydna. Le port des armures métalliques et des casques enveloppants se généralise tandis que la taille de la sarisse s'allonge de 5 à 7,5 m. Ces changements, notamment l'allongement de la sarisse, sont destinés à s'opposer avec davantage d'efficacité à d'autres armées de type macédonien, à une époque où le besoin de posséder une armée efficace contre des troupes flexibles, comme les légions romaines, ne se fait pas encore ressentir. La phalange, de par cette rigidité, nécessite pour être efficace d'être déployée sur terrain plat comme l'a bien remarqué Polybe. Cet alourdissement de la phalange cause finalement sa perte face aux légions romaines à Cynoscéphales et à Pydna. 
Un contingent de 2 000 à 3 000 fantassins d'élite constitue la Garde royale (ou agèma) sur le modèle des hypaspistes ou des argyraspides, même si ces derniers disparaissent en tant qu'unité combattante dans l'armée antigonide. Le terme « hypaspiste » (« porte-boucliers ») ne renvoie en effet à l'époque qu'aux seuls gardes du corps directs du roi.
L'équipement des peltastes s'alourdit avec l'emploi de casques métalliques et d'un long bouclier ovale hérité des Celtes (le thuréos) qui remplace le peltè. Ce bouclier a probablement été importé en Grèce par les Thraces et les Illyriens. Par ailleurs les Antigonides alourdissent l'équipement des thuréophores pour en faire des thorakitai, protégés par une cotte de mailles voire un linothorax. Sous Persée, une unité d'infanterie a été spécialement formée et équipée pour combattre les éléphants, employés par les Romains, mais sans succès.
La cavalerie lourde, équipée comme les Compagnons du temps d'Alexandre, est divisée en escadrons (ilai). Il y en a 10 à Pydna, dont la Garde (ou agéma), deux escadrons sacrés et sept escadrons royaux. L'armée compte aussi des cavaliers légers macédoniens ou thraces, des archers montés et des lanceurs de javelots (ou akontistes). Persée a entraîné sa cavalerie à combattre des éléphants à partir de maquettes grandeur nature.

### Finances du royaume
Comme à l'époque des Argéades, le roi est le gardien du trésor de Macédoine et des revenus royaux (basilika) qui appartiennent en théorie aux Macédoniens. Les tributs prévus dans les traités accordés aux peuples vaincus sont ainsi dus aux Macédoniens et non au roi. Selon Polybe et Tite-Live[réf. nécessaire], les basilika comprennent les sources de revenus suivantes :
- les propriétés foncières royales, terres que le roi a annexées au domaine royal lors de la conquête, et qu'il exploite soit directement, notamment grâce à une main d'œuvre servile composée de prisonniers, soit indirectement par un système d'affermage ;
- les mines de métaux précieux (or et argent du Pangée par exemple), dont le roi a le monopole, ce qui lui permet de frapper monnaie, un privilège exclusif qu'il conserve jusqu'au règne de Philippe V. Ce dernier concède en effet à certaines cités (Pella, Amphipolis, Thessalonique) et peut-être aux districts le droit de battre des monnaies de bronze[58] ;
- les forêts, dont le bois de charpente est très prisé par les cités grecques pour la construction navale, comme Rhodes ;
- les taxes portuaires sur le commerce (taxes d'importation et d'exportation).

Le mode d'exploitation de ces différents revenus est le plus souvent l'affermage comme dans l'Égypte ptolémaïque. Tite-Live écrit que les mines et les forêts sont affermées pour une somme fixe sous le règne de Philippe V[réf. nécessaire]. Hormis la terre royale soumise au tribut, la terre en Macédoine est libre : les Macédoniens sont des hommes libres et ne paient pas de taxes sur les terres privées. Il n'existe pas non plus en Macédoine d'impôt extraordinaire en temps de guerre. Même lorsqu'il se trouve en situation financière périlleuse, comme Persée en 168, le roi n'a pas recours à l'impôt mais lève des fonds en empruntant, notamment à ses Amis, ou en augmentant le produit de l'affermage.